# André Devambez

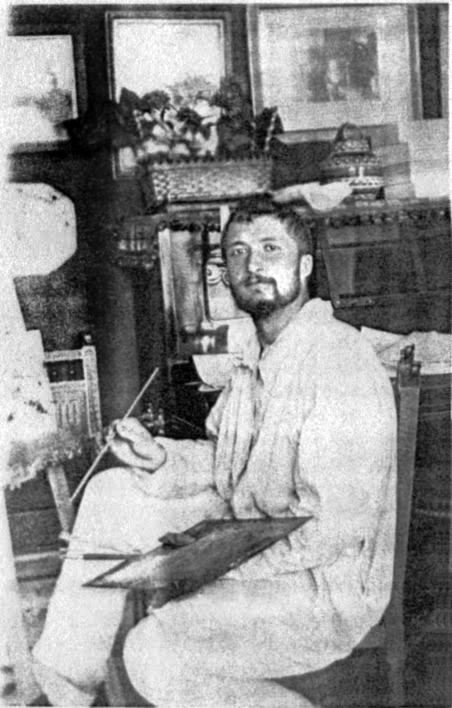
André Devambez

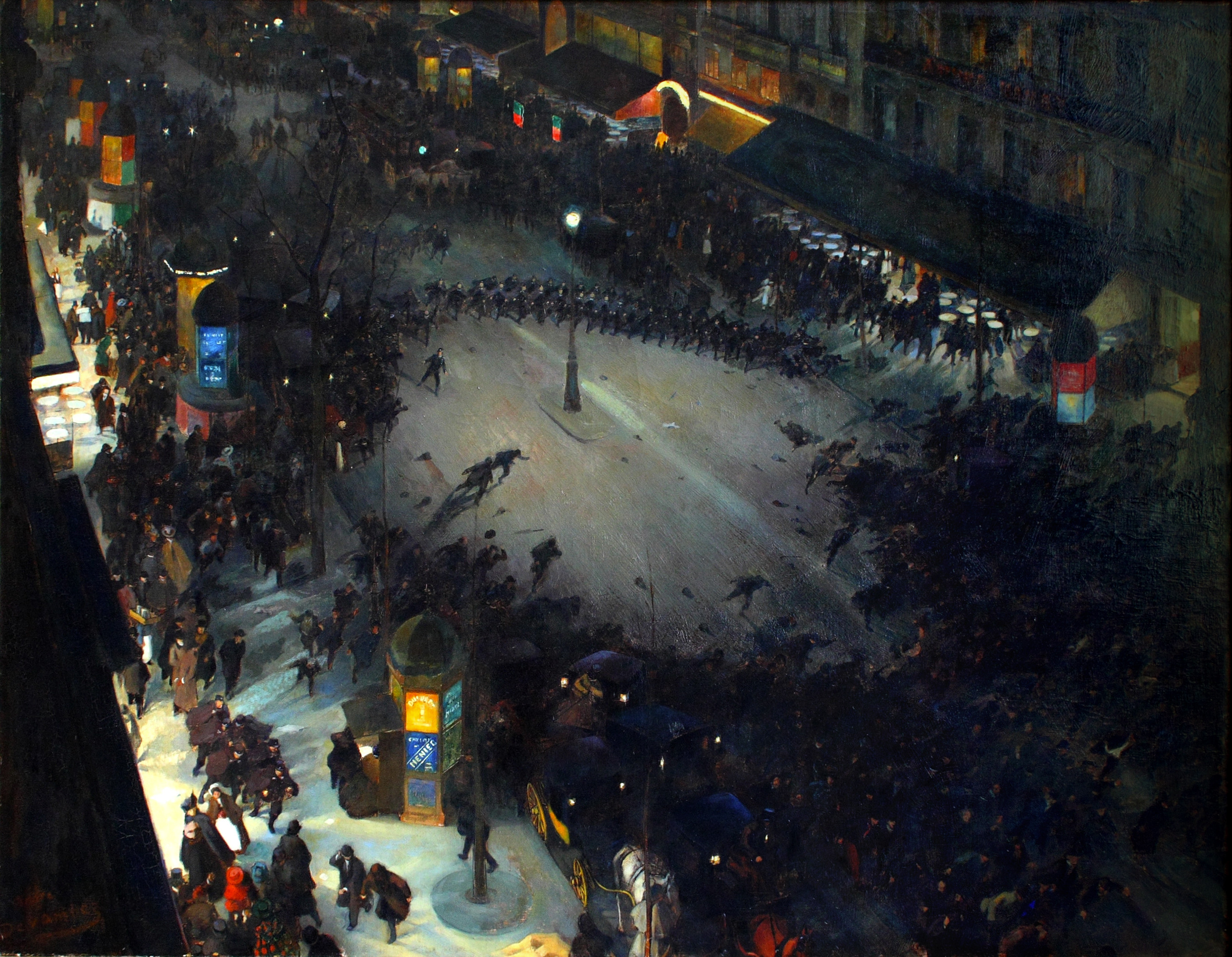
La Charge (Der Angriff), 1902/03, Ölgemälde, Paris, Musée d’Orsay

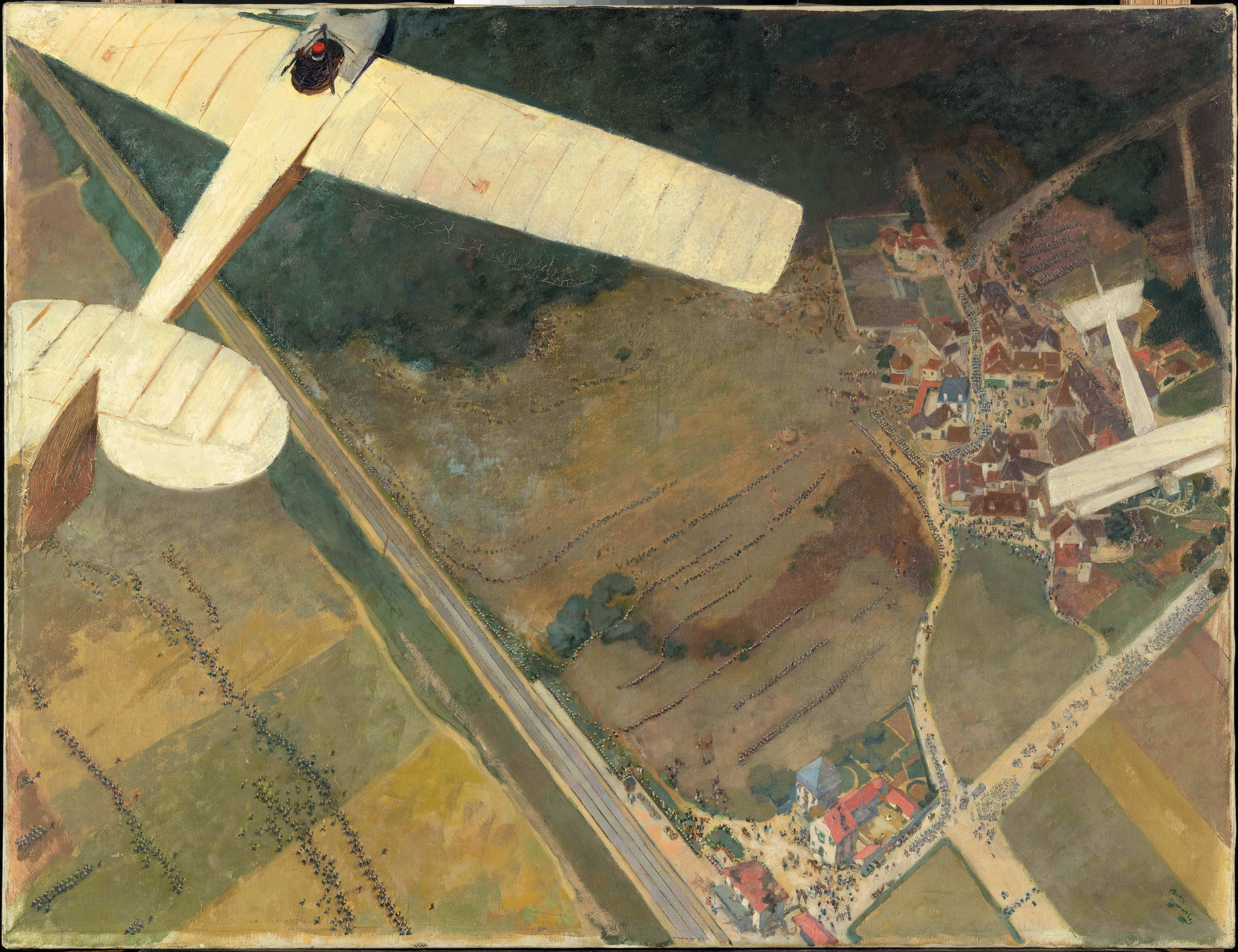
Les avions fantaisistes (Fantastische Flugzeuge), 1911/14, Farbradierung

André Victor Édouard Devambez (* 26. Mai 1867 in Paris; † 18. März 1944 ebenda) war ein französischer Maler und Illustrator.
André Devambez war der Sohn des Graveurs, Druckers und Verlegers Édouard Devambez (1844–1922), Gründer der Maison Devambez in Paris. Er arbeitete schon früh mit seinem Vater zusammen und erlernte die Kunst der Radierung. Er studierte an der École des beaux-arts de Paris bei Benjamin Constant und an der Académie Julian bei Gabriel Guay und Jules Lefebvre. 1890 gewann er den Prix de Rome in Malerei.  Während des Aufenthaltes in der Villa Medici von 1891 bis 1894 befreundete er sich mit dem Maler Adolphe Déchenaud.
Zurück in Paris beschäftigte sich Devambez mit den Illustrationen für die Zeitschriften Le Rire und L’Illustration und illustrierte auch Romane und Kinderbücher.
1899 wurde er Mitglied der Société des Artistes Français. 1911 erhielt er den Orden eines Ritters der Ehrenlegion.
André Devambez war beim Ausbruch des Ersten Weltkrieges 47 Jahre alt. Für die Zeitschrift L’Illustration kam er im Dezember 1914 auf den Kriegsschauplatz in der Picardie. Er gab 1915 ein Album mit zwölf Radierungen in einer limitierten Auflage von 150 Exemplaren mit Szenen aus dem Ersten Weltkrieg heraus. Er trat als Freiwilliger einer Tarnungsabteilung bei. Diese von der französischen Armee initiierten Einheiten setzten eine große Anzahl von Künstlern und Handwerkern ein, um Soldaten, Waffen und Ausrüstung zu tarnen. André Devambez wurde im Juni 1915 durch mehrere Granatsplitter schwer verwundet. Er wurde fast ein Jahr lang im Hôpital de la Salpêtrière in Paris behandelt und erholte sich danach lange nicht.
Er war von 1929 bis 1937 Professor an der École des beaux-arts de Paris. 1934 ernannte ihn das 1928 gegründete französische Luftfahrtministerium zum offiziellen Maler. 1937 wurde er zum Mitglied der Académie des beaux-arts gewählt.
Sein Sohn war der Klassische Archäologe Pierre Devambez (1902–1980).